# Schnellfrachter
Schnellfrachter ist eine Bezeichnung für überdurchschnittlich schnelle Stückgutfrachter.

## Geschichte
Frühe Serien von Schnellfrachtern gab es bereits in den 1920er Jahren. So kamen beispielsweise ab 1926 für den Australien- und Ostasiendienst des Norddeutschen Lloyd 17 Schnellfrachter-Einheiten in Fahrt. Die Entwicklung ging insbesondere von den Schiffsklassen aus, die auf den Langstreckendiensten mit hochwertigen Ladungen, beispielsweise von Europa nach Fernost eingesetzt wurden. Wirtschaftlicher Hintergrund war der Gedanke, einen Teil der typbedingt langen Hafenliegezeiten der damals eingesetzten Stückgutschiffe auszugleichen.
In der Zeit nach dem Zweiten Weltkrieg wurde beginnend mit den ab 1952 gebauten Schiffen der Mariner-Klasse zunächst in den Vereinigten Staaten eine Reihe von Schnellfrachterbaureihen gebaut, deren Auslegung auf sehr hohe Geschwindigkeiten allerdings vornehmlich militärischen Forderungen entsprach. Im Laufe der 1950er und frühen 1960er Jahre setzte sich die Entwicklung hin zu schnelleren Schiffstypen aber auch bei europäischen Linienreedereien aus rein wirtschaftlichen Gesichtspunkten wieder stärker durch.
Der Siegeszug des Containerverkehrs löste die traditionellen Stückgutliniendienste ab Mitte der 1960er Jahre weltweit ab, woraufhin der Großteil der bestehenden Schnellfrachter innerhalb weniger Jahre umgebaut oder verschrottet wurde.
Die schiffbauliche Entwicklung der Schnellfrachter überschnitt sich im genannten Zeitraum in Teilen mit derjenigen der Kühlschiffe, da eine Reihe von gleichen Grundbedingungen gegeben war und vollzog – mit deutlicher Zeitverzögerung – auch die Containerrevolution nach.

## Bekannte Schnellfrachtertypen (Auswahl)
| - Mariner-Klasse - Cap-San-Klasse (1961) | - Benledi-Klasse - Priam-Klasse | - Westfalia-Klasse - Friesenstein-Klasse |  |